# Cetnerowie herbu Przerowa
Cetnerowie – polski ród magnacki herbu Przerowa.

## Znani przedstawiciele rodu

herb Przerowa

- Baltazar (Balcer), przybył ze Śląska do Polski za czasów króla Zygmunta II Augusta
  - Andrzej (Jędrzej[1]) Cetner (zm. 1624) - stolnik królewski, podczaszy lwowski
  - Aleksander – kasztelan halicki, rotmistrz królewski, chorąży podolski.
    - Jan – starosta lwowski
    - Franciszek – wojewoda smoleński, starosta werbelski i kamionacki
    - Teresa (Zofia) – pierwsza małżonka dziedzica m.in. Buczacza Jana Potockiego

  - Mikołaj

- Józef – kasztelan wołyński
  - Antoni – starosta korytnicki
    - Ignacy – marszałek wielki koronny Królestwa Galicji i Lodomerii od 1783, wojewoda bełski od 1763, oboźny koronny (dworski), starosta rożnowski, hrabia.

- Stanisław - podkomorzy krzemieniecki[2]
- Jan (zm. 1734) – kuchmistrz wielki koronny, starosta kamionacki
- Jan - starosta tymbarski[3]